# Walter Bracamonte
Walter Germán Bracamonte (Córdoba, Argentina; 22 de julio de 1997) es un futbolista argentino. Juega como mediocampista por izquierda y su primer equipo fue Unión de Santa Fe. 

## Trayectoria
Nacido en Córdoba, Walter Bracamonte se inició futbolísticamente en Argentino Peñarol hasta que en 2013 se trasladó a Santa Fe para sumarse a las inferiores de Unión.
Luego de destacarse en el equipo de Reserva, firmó su primer contrato con el club e inmediatamente tuvo su debut como profesional: el 30 de septiembre de 2016 fue titular en la derrota de Unión 2-1 ante Godoy Cruz de Mendoza.
Jugó también en Alvarado de Mar del Plata, Asteras Vlachioti de Grecia, Aetos Makrychoriou de Grecia e Iraklis Larisas de Grecia.

## Clubes
| Club                        | País      | Año       |
| --------------------------- | --------- | --------- |
| Unión de Santa Fe           | Argentina | 2016-2019 |
| Alvarado de Mar del Plata   | Argentina | 2019-2020 |
| Unión de Santa Fe           | Argentina | 2020-2021 |
| Asteras Vlachioti           | Grecia    | 2021      |
| Aetos Makrychoriou          | Grecia    | 2021      |
| Iraklis Larisas             | Grecia    | 2022      |
| Sportivo Las Parejas        | Argentina | 2022      |
| Juventud Antoniana de Salta | Argentina | 2023-Act. |

### Estadísticas
- Actualizado al 16 de septiembre de 2024

| Club                           | Div.                | Temporada           | Liga | Liga | Copa Nacional | Copa Nacional | Copa Internacional | Copa Internacional | Total | Total |
| Club                           | Div.                | Temporada           | PJ   | G    | PJ            | G             | PJ                 | G                  | PJ    | G     |
| ------------------------------ | ------------------- | ------------------- | ---- | ---- | ------------- | ------------- | ------------------ | ------------------ | ----- | ----- |
| Unión Argentina                |                     |                     |      |      |               |               |                    |                    |       |       |
| 1.ª                            | 2016/17             | 2                   | 0    | 0    | 0             | -             | -                  | 2                  | 0     |       |
| 1.ª                            | 2017/18             | 9                   | 0    | 2    | 0             | -             | -                  | 11                 | 0     |       |
| 1.ª                            | 2018/19             | 0                   | 0    | 0    | 0             | -             | -                  | 0                  | 0     |       |
| 1.ª                            | 2020                | -                   | -    | 0    | 0             | -             | -                  | 0                  | 0     |       |
| Total                          | Total               | 11                  | 0    | 2    | 0             | -             | -                  | 13                 | 0     |       |
| Alvarado Argentina             |                     |                     |      |      |               |               |                    |                    |       |       |
| 2.ª                            | 2019/20             | 7                   | 1    | -    | -             | -             | -                  | 7                  | 1     |       |
| Total                          | Total               | 7                   | 1    | -    | -             | -             | -                  | 7                  | 1     |       |
| Asteras Vlachioti · Grecia     |                     |                     |      |      |               |               |                    |                    |       |       |
| 3.ª                            | 2020/21             | 16                  | 1    | -    | -             | -             | -                  | 16                 | 1     |       |
| Total                          | Total               | 16                  | 1    | -    | -             | -             | -                  | 16                 | 1     |       |
| Aetos Makrychoriou · Grecia    |                     |                     |      |      |               |               |                    |                    |       |       |
| 3.ª                            | 2021/22             | ?                   | ?    | -    | -             | -             | -                  | ?                  | ?     |       |
| Total                          | Total               | ?                   | ?    | -    | -             | -             | -                  | ?                  | ?     |       |
| Iraklis Larisas · Grecia       |                     |                     |      |      |               |               |                    |                    |       |       |
| 3.ª                            | 2021/22             | ?                   | ?    | -    | -             | -             | -                  | ?                  | ?     |       |
| Total                          | Total               | ?                   | ?    | -    | -             | -             | -                  | ?                  | ?     |       |
| Sportivo Las Parejas Argentina |                     |                     |      |      |               |               |                    |                    |       |       |
| 3.ª                            | 2022                | 12                  | 0    | -    | -             | -             | -                  | 12                 | 0     |       |
| Total                          | Total               | 12                  | 0    | -    | -             | -             | -                  | 12                 | 0     |       |
| Juventud Antoniana Argentina   |                     |                     |      |      |               |               |                    |                    |       |       |
| 3.ª                            | 2023                | 10                  | 0    | -    | -             | -             | -                  | 10                 | 0     |       |
| 3.ª                            | 2024                | 16                  | 0    | -    | -             | -             | -                  | 16                 | 0     |       |
| Total                          | Total               | 26                  | 0    | -    | -             | -             | -                  | 26                 | 0     |       |
| Total en su carrera            | Total en su carrera | Total en su carrera | 72   | 2    | 2             | 0             | -                  | -                  | 74    | 2     |